# Боголюбов, Константин Иванович
Константин Иванович Боголюбов (1812—1888) — протоиерей Русской православной церкви, духовный писатель.

## Биография
Родился в 1812 году в семье священника новгородской епархии.
Окончил Новгородскую духовную семинарию и Санкт-Петербургскую духовную академию — магистр XI курса (1831—1835). Был назначен преподавателем — профессором словесности — в Тверскую духовную семинарию. По представлению Правления семинарии, утверждённому Архиепископом Тверским и Кашинским Григорием, определён помощником семинарского инспектора.
Затем с 1836 года преподавал в Санкт-Петербургской духовной семинарии как профессор общей гражданской истории. В 1838 году был назначен бакалавром по кафедре русской гражданской истории в Санкт-Петербургскую духовную академию, где преподавал до 1851 года. Однако преподавательской деятельности не оставил: преподавал Закон Божий в певческой капелле (1851—1865), в реформатском училище (1859—1871) и главном училище Св. Петра (1859—1875). В 1839 году Святейший Синод назначил его помощником инспектора духовной академии, и эту должность он исполнял до принятия сана иерея.
В 1842 году 11 октября был рукоположён во диакона, а через три дня, 13 октября хиротонисан во священника к церкви Св. Александра Невского при министерстве иностранных дел, находившейся в здании Главного штаба; в 1853 году (по клировой ведомости 1882 г. — в 1859) возведён в сан протоиерея, в 1864 году был награждён палицей. В 1856 награждён орденом св. Анны 3-й степени, через два года, в 1858 — 2-й степени. В 1861 году по представлению Св. Синода за отличную службу Высочайше пожалован знаками ордена св. Анны 2-й степени, украшенными Императорской короной. В 1865 году по ходатайству вице-канцлера получил от Императора в награду тысячу рублей. В 1867 году сопричислен к ордену св. Владимира 3-й степени. В 1871 году получил от Императора в награду крест, осыпанный драгоценными камнями и пятьсот рублей.
В 1885 году, по случаю юбилея 50-летней службы, был награждён орденом Св. Анны 1-й степени, а в 1886 году избран почётным членом Санкт-Петербургской духовной академии.
Умер 21 июня (3 июля) 1888 года в Царском Селе. Похоронен на Никольском кладбище Александро-Невской лавры.
Ему принадлежит ряд статей догматического и исторического содержания, разбор некоторых апологий христианства, а также переводы из Иоанна Златоуста и Ефрема Сирина, напечатанные в «Христианском чтении». Было напечатано большое количество его сочинений, но они не подписывались и поэтому его имя малоизвестно в духовной литературе. Также в 1860-х годах он руководил изданием переводов с еврейского библейских книг и притчей Соломона, протоиерея Герасима Петровича Павского. В 1840-х годах он переводил Церковную историю Евсевия Памфила.